# Бакалбаша, Антон

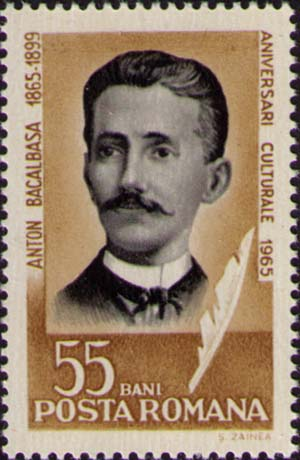
Антон Бакалбаша на почтовой марке Румынии, посвященной 100-летнему юбилею со дня рождения. 1965 г.

Анто́н Бакалба́ша (рум. Anton Bacalbașa; 21 февраля 1865, Брэила, Валахия — 1 октября 1899, Бухарест) — румынский писатель-сатирик и юморист, поэт-лирик, политический журналист, публицист и переводчик. Видный деятель социалистического движения.
По мнению критиков — один из выдающихся поэтов журналистской прозы.

## Биография
Сын офицера кавалерии. Дебютировал в 1880 году. Писал лирические стихи.
До того как стать сатириком показал себя остроумным и грозным полемистом, которого уважали даже противники.
Сатирик по характеру таланта, он вместе с И. Л. Караджале создал и выпускал сатирический журнал «Moftul romîn» («Румынский вздор») (1865—1899).
1 мая 1893 года, в год основания Социалистической партии Румынии, редакционная статья «Мофтул Ромын» («Румынский вздор»), создателями и редакторами которой были Караджале и Антон Бакалбаша, приветствовал рабочих, собравшихся отпраздновать «День труда и борьбы за классовые интересы».

«И мы, и они боремся за лучшие, справедливые и светлые времена. Рабочие избрали путь организации и политической борьбы, мы — иронию и язвительную шутку по адресу бездельников и свистунов, управляющих миром. Мы разрушаем то же, что разрушают они».
Был близок к рабочему движению. Сотрудничал с рядом печатных социалистических и социал-демократических изданий (до 1895): «Emanciparea», «Literatorul», «Mesagerul Brăilei», «Dezrobirea», «Democrație socială», «Munca», «Lumea nouă», «Drepturile omului».
Сотрудничал с К. Доброджану-Герей, который вдохновил в нём идею обращения к массам посредством социалистического искусства. Вместе с ним выступал против буржуазного лозунга «Искусство ради искусства», «чистого искусства».
Популяризатор идей марксизма. В 1894 был избран в ЦК социал-демократической рабочей партии Румынии, но уже в 1895 отошел от рабочего движения.
Антон Бакалбаша — автор сатирической повести «Дед Тякэ» («Moş Teacă», 1893), разоблачающей солдафонство, тупость военщины.

## Избранные произведения
- Moș Teacă;
- Moș Teacă și alte schițe;
- Din viața militară;